# Porte-du-Quercy
Porte-du-Quercy es una comuna nueva francesa situada en el departamento de Lot, de la región de Occitania.

## Historia
Fue creada el 1 de enero de 2019, en aplicación de una resolución del prefecto de Lot de 28 de septiembre de 2018 con la unión de las comunas de Fargues, Le Boulvé, Saint-Matré y Saux, pasando a estar el ayuntamiento en la antigua comuna de Le Boulvé.

## Demografía
Según los datos aportados en la resolución del prefecto de Lot, la comuna se crea con 594 habitantes.

## Composición
| Comuna fusionada | Código INSEE | Población (2016) | Superficie (km²) | Densidad (hab./km²) |
| ---------------- | ------------ | ---------------- | ---------------- | ------------------- |
| Fargues          | 46099        | 152              | 14.79            | 10                  |
| Le Boulvé        | 46033        | 193              | 19.51            | 9.9                 |
| Saint-Matré      | 46278        | 131              | 6.41             | 20                  |
| Saux             | 46300        | 104              | 8.31             | 13                  |